# Jankovice (powiat Kromieryż)
Jankovice – gmina w Czechach, w powiecie Kromieryż, w kraju zlińskim. Według danych z dnia 1 stycznia 2012 liczyła 398 mieszkańców.
Zobacz też:
- Jankovice